# 沼波輝枝
沼波輝枝（1923年12月31日—2013年4月1日）是日本的女性演員、聲優，東京都出身。本名是沼波華子（ぬなみ はなこ）。所屬Theatre Echo，身高162cm，體重50kg。現在是因為年紀大的理由從藝能界引退了。
2013年4月1日，因肺炎于埼玉縣的醫院病逝，享年89歳。

## 經歷・人物
- 東京府立第一高等女子學校（現·東京都立白海鷗高級中學）畢業。
- 在Theatre Echo的所屬時代時，特攝片裡的女性怪人角色幾乎都眾所皆知，但日本電視動畫卻是演出老婆婆的角色比較多。

## 演出作品

### 電視動畫
- 阿爾卑斯山的少女海蒂（彼得的奶奶）※第2代
- 海王子（老婆婆）
- 海底小遊俠（女王）※第56話
- 尚萬強物語（泰納第夫人）
- 世界名作劇場系列
  - 佩琳物語（奶奶）
  - 阿爾卑斯物語 我的安妮特（安妮特的姨婆克勞德・馬塔）
  - 我的長腿叔叔（帕特森家的女傭愛爾莎）
  - 羅密歐的藍天（羅密歐的奶奶瑪莉亞）
- 草原少女蘿拉（愛倫）
- 櫻桃小丸子
- 秘密的厚子（第1作）（藤江、大將的母親、模糊的母親、愛子）
- 緞帶魔法姬（五利銀）
- 碧奇魂（奶奶）
- 凡爾賽玫瑰（老闆娘）※第26話
- 危險調查員（理事長）
- 魔法小魔子（校長）
- 蜜峰瑪雅的冒險（泰克拉）
- 楓樹鎮物語（浣熊一家的奶奶）※第49話
- 山鼠洛基查克（神鷹阿姨）
- 亂馬½熱鬥篇（豬、背後掌門人）
- 魯邦三世（TV第2部）（短笛夫人、露克蕾琪亞・波吉亞）

### OVA
- 銀河英雄傳說（畢庫克夫人）
- 殺人車票是紅心色（阿菊小姐）

### 劇場版動畫
- 誰在你後面（香葉子的奶奶）
- 101忠狗（公爵夫人）
- 熊貓小熊貓（賣菜店的婆婆）

### 外語配音
- 雷鳥神機隊（傑瑞麥亞的母親）
- 星艦奇航記：銀河飛龍#74（珂莉德・羅薩）
- 星艦奇航記：銀河前哨#7（麗諾拉）
- 第七號情報員續集（亡靈女幹部羅莎・柯列伯（綠蒂·萊雅））
- 鋼木蘭DVD外語配音版（露意莎（薇莎）·柏德羅克斯（莎莉·麥克琳））

### 遊戲
- 假面騎士（蜂女）※圖書館演出

### 特撮
- 宇宙鐵人兄弟（死亡細菌人的聲音）
- 超人力霸王傑克（松本三郎的母親） ※作為女演員
- 假面騎士系列
  - 假面騎士（蜂女的聲音、水母達爾的聲音、毒田莉安的聲音、薔薇蘭格的聲音）
  - 假面騎士V3（鋸蜥蜴的聲音）
  - 假面騎士Sky Rider（季吟人的聲音、口幽靈的聲音、蛇人的聲音）
  - 假面騎士Super1（撒旦霍克的聲音、撒旦道爾的聲音）
- 影星（蛙怪人的聲音、薔薇古勒的聲音）
- 超神比賓（推德拉的聲音、消藤婆婆的聲音）
- 變身忍者 嵐（自學的女忍者※只有啼叫聲、梅杜莎的聲音※只有第27話、薩爾巴的聲音）
- 秘密戰隊五連者（大岩大太勸咖喱的主婦） ※作為女演員

### 真人版
- 女盛
- 對太陽吼叫！
- 良太之村
- 特別機動搜查隊